# Kino domowe

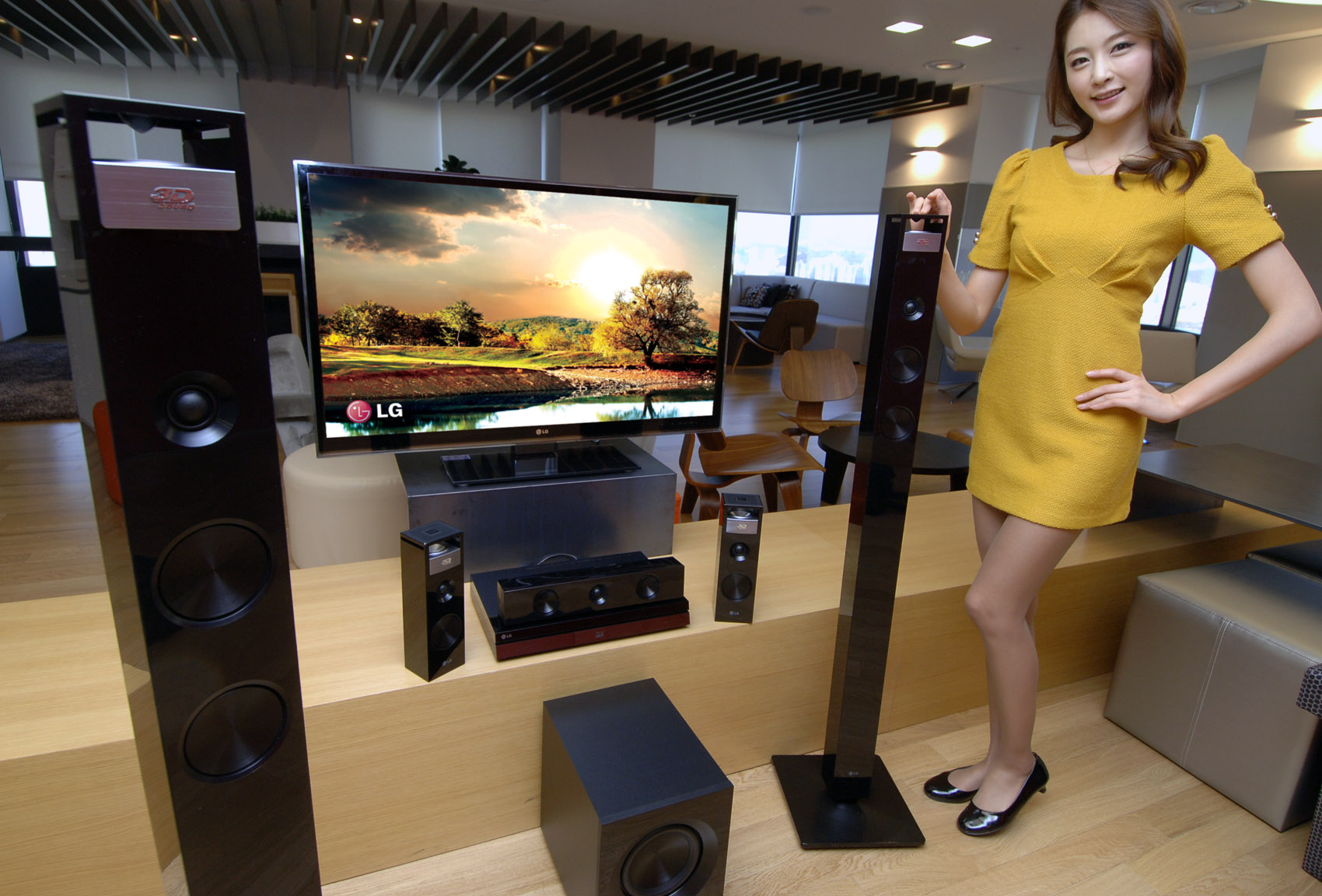
Kino domowe

Kino domowe – zestaw urządzeń audio i wideo przeznaczony do oglądania filmów, który pozwala symulować w warunkach domowych wrażenie dźwiękowe, jakiego doświadcza widz na sali kinowej lub koncertowej. Zazwyczaj w skład zestawu wchodzą: źródło sygnału w postaci odtwarzacza Blu-ray lub DVD, elementy audio do odtwarzania dźwięku przestrzennego (DTS, Dolby Digital, Dolby Digital EX, itp.) czyli wzmacniacz i zestaw głośnikowy w systemie 5.1 (również 6.1 i 7.1), oraz urządzenie do odtwarzania obrazu, np. telewizor lub projektor z ekranem projekcyjnym.

## Podsystem dźwięku przestrzennego
Dźwięk przestrzenny uzyskiwany jest dzięki wykorzystaniu zestawu minimum 5 głośników, którym towarzyszy dodatkowy głośnik niskotonowy, zwany popularnie subwooferem. Po rozmieszczeniu źródeł dźwięku wokół widza (trzy głośniki z przodu i dwa po bokach, głośnik niskotonowy w dowolnym miejscu), podczas oglądania filmu będzie on miał złudzenie otoczenia przez dźwięk, podobnie jak w nowoczesnej sali kinowej.
Odtwarzany film musi mieć wielokanałową ścieżkę dźwiękową, a wzmacniacz zestaw dekoderów pozwalających na dekompresowanie poszczególnych kanałów dźwięku. Poza tym wzmacniacz musi mieć zestaw wyjść pozwalający na podłączenie zestawu głośników oraz głośnika niskotonowego.
Najnowszej generacji zestawy głośnikowe mają obok subwoofera nawet 6 lub 7 głośników.

## Formaty kodowania dźwięku
W technicznej dokumentacji standardu DVD-Video zapisano, że każda płyta musi zawierać co najmniej jedną ścieżkę dźwiękową w standardzie LPCM lub w standardzie Dolby Digital/AC3.
- LPCM – Linear Pulse Code Modulation

Liniowe Kodowanie Impulsów Modulowanych. Nieskompresowana cyfrowa reprezentacja dźwięku, do 8 odseparowanych kanałów, częstotliwość próbkowania 48 kHz.
- DolbyDigital/AC3

Skompresowana algorytmem AC3 reprezentacja dźwięku, do 6 odseparowanych kanałów włączając w to kanał niskich częstotliwości (LFE – Low Frequency Effects – efekty w niskich częstotliwościach), częstotliwość próbkowania 48 kHz.

Oznaczenia ilości kanałów:
- 1.0 – jeden kanał dźwięku (mono)
- 2.0 – dwa kanały (stereo – Front Left + Front Right)
- 2.1 – dwa kanały + niskie częstotliwości dla subwoofera (FL + FR + LFE)
- 3.0 – trzy kanały (FL + Center + FR)
- 3.1 – trzy kanały + LFE (FL + C + FR + LFE)
- 4.0 – cztery kanały (quadro – FL + FR + Surround Left + Surround Right)
- 4.1 – cztery kanały + LFE (FL + FR + SL + SR + LFE)
- 5.0 – pięć kanałów (FL + C + FR + SL + SR)
- 5.1 – pięć kanałów + LFE (FL + C + FR + SL + SR + LFE)

- DTS (Digital Theatre System) (5.1)

DTS nie jest częścią specyfikacji DVD-Video i został opracowany później jako opcjonalne rozszerzenie. Odtwarzacze i inny sprzęt kina domowego nie muszą być zgodne z tym standardem.
DTS pozwala osiągnąć lepszą jakość dźwięku poprzez słabszą kompresję (zajmuje więcej miejsca). Jest on przeważnie dodawany jako druga ścieżka dźwięku przestrzennego, alternatywna dla Dolby Digital (często DD 2.0). Nie wszystkie zestawy kina domowego radzą sobie z dekodowaniem tego standardu dźwięku.
- Dolby Digital EX/DTS ES (6.1)
  - Zarówno DD EX jak i DTS ES mają dodatkowy tylny głośnik, który umieszczony jest za plecami widza.
  - W systemie DD EX dodatkowy tylny kanał centralny jest tworzony na podstawie matrycy różnicowej kanałów surround.
  - W systemie DTS ES dodatkowy tylny kanał centralny może być zapisany jako osobny kanał lub jako sygnał różnicowy na kanałach surround.

Standardem kodowania dźwięku dla następnej generacji płyt, HD DVD jest:
- Dolby Digital Plus (7.1)

Wyróżnia się on bardzo dużą przepustowością, co znaczy, że dźwięk podczas kodowania będzie poddawany słabszej kompresji, przez co jakość zauważalnie wzrośnie. Strumień danych dla Dolby Digital wynosi 640 kbps. W przypadku Dolby Digital Plus został poszerzony do 6 Mbps.
System 7.1 w porównaniu do 6.1 różni się tym, że kanał centralny mono (tylny) rozdzielony jest na 2 kanały (stereo)
Na osobne potraktowanie zasługuje kolejny dekoder, który jest implementowany w wielu wzmacniaczach do kina domowego:
- Dolby Pro Logic II

Jest to algorytm, który potrafi przekształcić zwykły, dwukanałowy dźwięk stereo w dźwięk przestrzenny 5.1. Dzięki temu, podczas oglądania filmów ze ścieżką dwukanałową, dźwięk płynie ze wszystkich głośników zestawu dźwięku przestrzennego, przy czym dźwięk o danych częstotliwościach, barwie poprzez cyfrowy procesor dźwięku rozprowadzany jest do różnych kanałów (np. ludzki głos jest słyszalny głównie w głośniku centralnym).

## Ekran
Nie ma określonego standardu urządzenia wyświetlającego obraz w zestawie kina domowego. Jedynym kryterium, jakie można przyjąć to zdolność do wyświetlenia obrazu w proporcjach panoramicznych 16:9. Żeby spotęgować wrażenia podczas oglądania filmu, w zestawie kina domowego wykorzystuje się ekran o dużej przekątnej.
Wśród urządzeń używanych w zestawach kina domowego możemy wymienić:
- Telewizory CRT
- Telewizory LCD
- Telewizory plazmowe
- Telewizory z tylną projekcją
- Projektory cyfrowe

## Kino domowe z komputera
Multimedialny komputer osobisty może zostać zastosowany jako zamiennik stacjonarnego zestawu kina domowego. Komputer taki powinien być wyposażony w:
- Kartę dźwiękową
- Zestaw głośników generujących dźwięk przestrzenny 5.1
- Odtwarzacz DVD lub Blu-Ray wraz z oprogramowaniem do odtwarzania filmów DVD (PowerDVD, WinDVD, Windows Media Player, mplayer, xine)
- Duży monitor CRT lub LCD

Opcjonalnymi komponentami, które zwiększają komfort widza oglądającego filmy DVD z komputera, są:
- Cichy system chłodzenia,
- Pilot bezprzewodowy
- Wyjście video z komputera do podłączenia telewizora lub projektora.

## Media PC
Popularyzacja komputera jako centrum rozrywki domowej stworzyła zapotrzebowanie na dedykowane zestawy komputerowe, budowane pod kątem odtwarzania muzyki i cyfrowego wideo. Od zwykłych komputerów różnią się one:
- Atrakcyjną obudową stylizowaną na sprzęt Hi-Fi
- Cichą pracą
- Zestawem wyjść, które pozwalają podłączyć komputer do wzmacniacza oraz do telewizora
- Pilotem i kartą telewizyjną

Dzięki zastosowaniu komputera, w kinie domowym można oglądać transmisje wideo nadawane przez Internet, oraz słuchać internetowych rozgłośni. Można także odtwarzać filmy przechowywane na dysku twardym komputera Media PC oraz dyskach innych komputerów znajdujących się w domowej sieci.
Komputery Media PC są coraz częściej wyposażane w wyspecjalizowane wersje systemów operacyjnych, które ułatwiają korzystanie ze zgromadzonych na dysku multimediów za pomocą pilota, wygodne korzystanie z tunera telewizyjnego, m.in. pozwalają na nagrywanie na dysk twardy audycji telewizyjnych, czy oglądanie telewizji z przesunięciem czasowym (ang. time shift).
Media PC jest jednym z filarów promowanej przez firmy Intel i Microsoft koncepcji Cyfrowego Domu (ang. Digital Home).

## Wejścia/wyjścia i złącza
Głównym sercem kina domowego jest amplituner, który powinien posiadać szereg wejść/wyjść oraz złączy dzięki, którym otrzymamy możliwość podłączenia innych sprzętów audio do naszego kina domowego. Najczęściej spotykane złącza to :
- HDMI
- USB
- component
- composit
- S-Video
- cyfrowe optyczne
- cyfrowe współosiowe
- analogowe RCA
- analogowe wielokanałowe
- wyjście słuchawkowe jack 3,5 mm